# Mesaalachtigen
Mesaalachtigen (Gymnotiformes) vormen een orde binnen de straalvinnige vissen.

## Eigenschappen
Het zijn over het algemeen zoetwatervissen die beschikken over organen die elektrische velden kunnen opwekken. Alle soorten vormen zwakke elektrische velden (<1 V) voor navigatie en communicatie. De ontlading is voortdurend, dag en nacht tijdens het hele leven van de vis.
De bekendste soort is de sidderaal (Electrophorus electricus) die elektrische schokken gebruikt voor de jacht en zelfverdediging. Er zijn ongeveer 185 bekende soorten, waarvan er ongeveer 50 nog wetenschappelijk moeten worden beschreven.

## Families
De volgende families worden onderscheiden:
- Orde: Mesaalachtigen (Gymnotiformes)
  - Onderorde: Gymnotoidei
    - Mesalen (Gymnotidae)

  - Onderorde: Sternopygoidei
    - Amerikaanse mesalen (Rhamphichthyidae)
    - Amerikaanse mesalen (Hypopomidae)
    - Amerikaanse mesalen (Sternopygidae)
    - Staartvinmesalen (Apteronotidae)